# Fortuna Sittard
Fortuna Sittard ist ein Fußballverein in der niederländischen Stadt Sittard, Provinz Limburg. Der Club spielt seit 2018 nach 16 Jahren wieder in der niederländischen Eredivisie. Fortuna Sittard trägt seine Spiele im 12.500 Zuschauer fassenden Fortuna-Sittard-Stadion aus.

## Geschichte
Der Verein ist eine Vereinigung der beiden früheren Clubs Fortuna ’54 Geleen und Sittardia. Aufgrund von finanziellen Schwierigkeiten schlossen sich die beiden Vereine 1968 zusammen. Fortuna ’54 war bis dahin ein relativ erfolgreicher Klub, der in der Saison 1956/57 den KNVB-Pokal gewonnen hatte. Sittardia kämpfte dagegen häufig gegen den Abstieg. 1964, vor dem Zusammenschluss der beiden Vereine, folgte noch ein weiterer Erfolg im KNVB-Pokal.
Erfolg und Misserfolg hielten sich bei Fortuna die Waage, dennoch war Fortuna in den 1980er und 90er Jahren eine feste Größe in der Ehrendivision. Nach dem ersten Aufstieg in die 1. Liga 1982 konnten sich die Fortunen, von einer zweijährigen Zweitligazeit ab 1993 abgesehen, 20 Jahre lang in der Eredivisie halten. In der Saison 1984/85 erreichte Sittard das Viertelfinale im Europapokal der Pokalsieger. Die letzten beiden gesicherten Spielzeiten gelangen unter der Ägide des Trainers Bert van Marwijk. Als dieser am Ende der Saison 1999/2000 den Club verließ, um zu Feyenoord Rotterdam zu wechseln, endete die Erfolgsgeschichte des Vereins. Konnte in der Folgesaison in den Relegationsspielen noch die Klasse gehalten werden, stieg Fortuna 2002 dann doch in die Erste Division ab. Durch finanzielles Missmanagement befand sich der Verein am Rande des Bankrotts. Durch eine Spende von Fortuna-Fans, die in der holländischen Lotterie gewonnen hatten, konnte das Schlimmste verhindert werden. Eine Rückkehr in die Eredivisie gelang bis zur Saison 2017/18 nicht. Am 28. April 2018 gelang Fortuna Sittard vorzeitig der Aufstieg in die Eredivisie durch ein 1:0 gegen Jong PSV Eindhoven.
Zu Beginn der Saison 2009/10 sollten Roda Kerkrade und Fortuna Sittard fusionieren; neuer Name des Vereins sollte „Sporting Limburg“ sein. Die Spiele der ersten Mannschaft sollten in Kerkrade ausgetragen werden, das Stadion in Sittard der gemeinsamen Nachwuchsförderung dienen. Bei der Diskussion über die Bildung eines FC Limburg wurden auch der MVV Maastricht und der VVV Venlo als mögliche weitere Fusionspartner genannt. Die Fusion sollte am 2. April 2009 stattfinden. Nachdem die Provinzregierung aber die bereits zugesagten Mittel wieder gestrichen hatte, wurde in einer nächtlichen Sitzung auf den 9. April 2009 beschlossen, die Fusion doch nicht durchzuführen.
Fortuna Sittard konnte daher vorderhand die finanziellen Probleme nicht lösen und hatte Mühe, sich in der zweithöchsten niederländischen Liga zu behaupten. Auch aus diesem Grund erreichte der Verein zwischen 2002/03 und 2010/11 neunmal in Folge keine bessere Platzierung als Rang 15 in der Eerste Divisie. Nach einem Zwischenhoch mit drei soliden Saisons zwischen 2011/12 und 2013/14 fand sich Sittard in den darauffolgenden Saisons wieder in der hinteren Tabellenhälfte vor.
Präsident ist seit Sommer 2016 der türkische Geschäftsmann Özgür Işıtan Gün bei Fortuna Sittard. Unter Özgür Işıtan Gün wurden temporär auch einige türkische Spieler verpflichtet, wie Okan Kurt, Emrah Başsan, Ufukcan Engin oder Aykut Özer. Nach einer schwierigen ersten Saison steigerte sich Sittard 2017/18 markant und schaffte schon in der zweiten Saison unter Gün überraschend den Aufstieg in die Eredivisie.

## Europapokalbilanz
| Saison  | Wettbewerb                  | Runde         | Gegner              | Gesamt | Hin     | Rück    |
| ------- | --------------------------- | ------------- | ------------------- | ------ | ------- | ------- |
| 1984/85 | Europapokal der Pokalsieger | 1. Runde      | Boldklubben 1903    | 3:0    | 0:0 (A) | 3:0 (H) |
| 1984/85 | Europapokal der Pokalsieger | 2. Runde      | Wisła Krakau        | 3:2    | 2:0 (H) | 1:2 (A) |
| 1984/85 | Europapokal der Pokalsieger | Viertelfinale | FC Everton          | 0:5    | 0:3 (A) | 0:2 (H) |
| 1998    | UEFA Intertoto Cup          | 3. Runde      | Worskla Poltawa     | 5:2    | 3:0 (H) | 2:2 (A) |
| 1998    | UEFA Intertoto Cup          | Halbfinale    | SV Austria Salzburg | 3:4    | 2:1 (H) | 1:3 (A) |

Gesamtbilanz: 10 Spiele, 4 Siege, 2 Unentschieden, 4 Niederlagen, 14:13 Tore (Tordifferenz +1)

## Aktueller Kader 2024/25
Stand: 6. August 2025
| Nr.        | Nat.                         | Name                 | Geburtstag | im Verein seit | Vertrag bis |     |
| Tor        | Tor                          | Tor                  | Tor        | Tor            | Tor         | Tor |
| ---------- | ---------------------------- | -------------------- | ---------- | -------------- | ----------- | --- |
| 01         | Niederlande                  | Luuk Koopmans        | 18.11.1993 | 2023           | 2027        |     |
| 25         | Niederlande                  | Niels Martens        | 07.05.2004 | 2024           | 2026        |     |
| 31         | Niederlande                  | Mattijs Branderhorst | 31.12.1993 | 2024           | 2029        |     |
| 71         | Belgien                      | Ramazan Bayram       | 12.10.2004 | 2024           |             |     |
| Abwehr     |                              |                      |            |                |             |     |
| 04         | Belgien                      | Shawn Adewoye        | 29.06.2000 | 2024           | 2026        |     |
| 06         | Niederlande                  | Syb van Ottele       | 02.02.2002 | 2024           | 2027        |     |
| 12         | Portugal                     | Ivo Pinto            | 07.01.1990 | 2022           | 2026        |     |
| 21         | Serbien                      | Marko Kerkez         | 26.06.2000 | 2025           | 2026        |     |
| 24         | Niederlande                  | Daley Sinkgraven     | 04.07.1995 | 2025           | 2026        |     |
| 28         | Indonesien                   | Justin Hubner        | 14.09.2003 | 2025           | 2028        |     |
| 44         | Spanien                      | Iván Márquez         | 09.06.1994 | 2025           | 2028        |     |
| Mittelfeld |                              |                      |            |                |             |     |
| 08         | Niederlande                  | Jasper Dahlhaus      | 27.11.2001 | 2024           | 2026        |     |
| 10         | Kroatien                     | Alen Halilović       | 18.06.1996 | 2023           | 2026        |     |
| 20         | Frankreich                   | Edouard Michut       | 04.03.2003 | 2024           | 2027        |     |
| 22         | Kongo Demokratische Republik | Samuel Bastien       | 26.09.1996 | 2024           | 2027        |     |
| 23         | Niederlande                  | Philip Brittijn      | 09.04.2004 | 2025           | 2028        |     |
| 38         | Niederlande                  | Tristan Schenkhuizen | 12.07.2004 | 2024           | 2025        |     |
| 77         | Kroatien                     | Luka Tunjic          | 19.11.2005 | 2024           | 2028        |     |
| 80         | Schweiz                      | Ryan Fosso           | 17.06.2002 | 2024           | 2026        |     |
|            | Griechenland                 | Dimitrios Limnios    | 23.08.2006 | 2025           | 2026        |     |
|            | Niederlande                  | Alhaji Bah           | 09.02.2008 |                |             |     |
| Sturm      |                              |                      |            |                |             |     |
| 07         | Schweden                     | Kristoffer Peterson  | 28.11.1994 | 2024           | 2026        |     |
| 09         | Niederlande                  | Kai Sierhuis         | 27.04.1998 | 2023           | 2026        |     |
| 11         | Frankreich                   | Makan Aïko           | 07.01.2001 | 2024           | 2026        |     |
| 19         | Niederlande                  | Paul Gladon          | 18.03.1992 | 2025           | 2025        |     |
| 28         | Kroatien                     | Josip Mitrovic       | 11.06.2000 | 2024           | 2027        |     |
| 85         | Niederlande                  | Umaro Embaló         | 11.06.2000 | 2022           | 2026        |     |

## Trainer
| Amtszeit  | Nat.                                           | Trainer             |
| --------- | ---------------------------------------------- | ------------------- |
| 1966–1968 | Jugoslawien Sozialistische Föderative Republik | Vladimir Beara      |
| 1968–1969 | Niederlande                                    | Frans Debruyn       |
| 1969–1970 | Niederlande                                    | Henk Reuvers        |
| 1970–1972 | Niederlande                                    | Evert Teunissen     |
| 1972–1976 | Niederlande                                    | Cor Brom            |
| 1976–1977 | Niederlande                                    | Cor van der Hart    |
| 1977–1980 | Niederlande                                    | Joop Castenmiller   |
| 1980–1984 | Niederlande                                    | Frans Körver        |
| 1984–1986 | Niederlande                                    | Bert Jacobs         |
| 1987–1989 | Niederlande                                    | Hans van Doorneveld |
| 1989–1991 | Niederlande                                    | Han Berger          |

| Amtszeit  | Nat.        | Trainer          |
| --------- | ----------- | ---------------- |
| 1991–1992 | Deutschland | Georg Keßler     |
| 1992–1994 | Niederlande | Chris Dekker     |
| 1994–1997 | Niederlande | Pim Verbeek      |
| 1997–2000 | Niederlande | Bert van Marwijk |
| 2000–2001 | Niederlande | Henk Duut        |
| 2001      | Niederlande | Frans Thijssen   |
| 2001      | Niederlande | Hans Verèl       |
| 2001–2004 | Niederlande | Hans de Koning   |
| 2004–2006 | Niederlande | Chris Dekker     |
| 2006–2007 | Niederlande | Frans Körver     |
| 2007      | Niederlande | Henk Wisman      |

| Amtszeit  | Nat.        | Trainer            |
| --------- | ----------- | ------------------ |
| 2007–2010 | Niederlande | Roger Reijners     |
| 2010–2011 | Niederlande | Wim Dusseldorp     |
| 2011–2012 | Niederlande | Tiny Ruys          |
| 2012–2014 | Niederlande | Wil Boessen        |
| 2014–2015 | Niederlande | Peter van Vossen   |
| 2015–2016 | Niederlande | Ben van Dael       |
| 2017–2018 | Nigeria     | Sunday Oliseh      |
| 2018      | Portugal    | Cláudio Braga      |
| 2018–2019 | Niederlande | René Eijer         |
| 2019–2022 | Niederlande | Sjors Ultee        |
| 2022      | Niederlande | Dominik Vergoossen |

| Amtszeit  | Nat.        | Trainer         |
| --------- | ----------- | --------------- |
| 2022–2023 | Spanien     | Julio Velázquez |
| 2023–     | Niederlande | Danny Buijs     |

## Ehemalige Spieler
- Matthew Amoah
- Henk Angenent
- Bram Appel
- Tom Bastian
- Jan Benen
- Peter Benen
- Willy Boessen
- Mark van Bommel
- Wilfred Bouma
- Jo Bux
- Florencio Cornelia
- Willy Dullens
- Henk Duut
- Harry Ehlen
- Mario Eleveld
- Hans Engbersen
- Mark Farrington
- Ronald Hamming
- Cor van der Hart
- Ruud Hesp
- Kevin Hofland
- Nico Jalink
- Anton Janssen
- Michael Jeffrey
- Wim Koevermans
- Ruud Kool
- Urvin Lee
- Sigi Lens
- John Linford
- René Maessen
- Erik Meijer
- Frans de Munck
- Jan Notermans
- Patrick Paauwe
- Huub Pfennings
- Fernando Ricksen
- Robert Roest
- Tiny Ruys
- Remco van der Schaaf
- Regillio Simons
- Huub Smeets
- Richard Sneekes
- Huub Stevens
- Wilbert Suvrijn
- Frans Thijssen
- Joop Titaley
- Fuat Usta
- Piet Vogels
- Robert van der Weert
- Faas Wilkes
- Arno van Zwam

## Spielstätten
- Mauritsstadion (1949–1970) (Fortuna ’54 Geleen)
- De Baandert (1964–2000)
- Fortuna-Sittard-Stadion (seit 2000)